# Ehrenfels (Schiff, 1898)
Die 1898 in Dienst gestellte zweite Ehrenfels der Deutschen Dampfschiffahrtsgesellschaft „Hansa“ (DDG „Hansa“) war ein Frachtschiff der 8000 tdw-Klasse, dem Standardschifftyp für den Verkehr in dem Mittleren Osten.
Am 9. Mai 1902 ging die zweite Ehrenfels auf der Heimreise von Kalkutta nach Hamburg in einem Taifun im Indischen Ozean etwa auf der Position 12° 30′ N, 56° 25′ O verloren. Der Kapitän und vierzig Männer fanden in der See den Tod. Es war der Unfall mit den meisten Opfern der DDG Hansa.

## Geschichte des Schiffes
Die zweite Ehrenfels der DDG „Hansa“ wurde 1898 als viertes Schiff der neuen 8000 tdw-Frachter der Bremer Frachtschiffsreederei bei Wigham Richardson & Co unter der Baunummer 346 gebaut. Über 30 ähnliche Schiffe dieser Größe zwischen 5000 und 6000 BRT erhielt die Reederei bis 1914.

Die Werft von Wigham Richardson in Newcastle hatte mit der ersten Ehrenfels schon 1882 zu den ersten Lieferanten gehört. Ab 1895 bis 1910 war sie dann Hauptlieferant der DDG „Hansa“ mit fast 30 Schiffen. Die Ehrenfels und ihre drei Schwesterschiffe waren die erste Serie, die die Werft an die DDG „Hansa“ lieferte, der bis 1906 weitere folgten.
Die 126 m lange Ehrenfels wurde von einer Vierfach-Expansionsmaschine von 2600 PS angetrieben und konnte bis zu 10,5 kn laufen. Am 7. Oktober 1898 wurde sie an die Bremer Reederei abgeliefert.
Am 9. Mai 1902 sank die Ehrenfels auf der Reise von Kalkutta nach Hamburg mit einer Ladung Jute, Leinsaat und Häuten in einem Taifun im Indischen Ozean etwa auf der Position 12°30' N / 56°25' O. Am 13. Mai 1902 konnte ein Rettungsboot mit dem 1. Offizier und einundzwanzig Männern der Besatzung auf der Position 15°53' N / 58°46' O von dem britischen Dampfer Queen Alexandra aus Glasgow aufgenommen werden. Kapitän Gramberg und vierzig Männer seiner Besatzung fanden in der See den Tod.

Am 17. Mai 1902 kamen die Überlebenden in Aden an und reisten auf Weisung des deutschen Konsuls an Bord des Reichspostdampfers König Albert (10.484 BRT / 1899) zurück nach Deutschland.

### Schicksal der Schwesterschiffe
Neidenfels, Tannenfels und Bärenfels waren bei Indienststellung kurzzeitig die größten Schiffe der DDG „Hansa“ bis zur Indienstnahme der zweiten Drachenfels 1900
| Name          | Bauwerft                      | BRT tdw   | Stapellauf in Dienst  | weiteres Schicksal |
| Neidenfels    | Wigham Richardson Bau-Nr. 326 | 5384 8270 | 19.11.1896 14.12.1896 | 1914 in Vigo , 1919 nach Frankreich ausgeliefert, 1925 nach Italien: Enrichetta, 1932 Abbruch                                                                                              |
| Tannenfels    | Wigham Richardson Bau-Nr. 336 | 5480 8280 | 23.03.1898 9.04.1898  | 14. September 1914 vor Mindanao vom britischen Zerstörer HMS Chelmer aufgebracht: Basilean, Hunslet, September 1921 Verkauf an Woermann-Linie: Waganda, 1933 verschrottet                  |
| Hohenfels     | Wigham Richardson Bau-Nr. 338 | 5469 8385 | 8.02.1898 27.05.1898  | in Tanjung Priok aufgelegt, 1919 mit der Ladung nach Deutschland zurückgekehrt, Juli 1920 nach Leith ausgeliefert: Cape Recife, am 20. Februar 1929 vor Südafrika aufgelaufen und verloren |
| Ehrenfels (2) | Wigham Richardson Bau-Nr. 346 | 5345 8000 | 21.07.1898 7.10.1898  | am 9. Mai 1902 auf der Heimreise in einem Taifun gesunken (41 Tote) |
| Bärenfels     | Flensburger SG Bau-Nr. 180    | 5609 8300 | 5.10.1898 12.10.1898  | 1914 in Port Said beschlagnahmt, 1915: Huntsvale, am 4. November 1916 östlich Malta vom deutschen U-Boot UB 43 torpediert und versenkt.                                                    |

## Weitere Schiffe mit dem NamenEhrenfels
Die erste Ehrenfels, benannt nach der Burg Ehrenfels bei Rüdesheim am Rhein, gehörte zu den drei Dampfern, die 1882 bereits im Bau befindlich als erste Schiffe für die neugegründete DDG „Hansa“ in Großbritannien angekauft wurden.

| Name          | Bauwerft                     | BRT tdw     | Stapellauf in Dienst  | weiteres Schicksal |
| Ehrenfels (1) | Wigham Richardson BauNr. 138 | 2315 3450   | 03.1882 18.04.1882    | 1882 unfertig angekauft, 1885 Hilfsdampfer bei der Besitzergreifung Deutsch-Ostafrikas, 1886 neue Dreifach-Expansionsmaschine, Oktober 1894 bei AG Weser verlängert (2672 BRT), 1898 nach Hamburg verkauft: St. Georg, September 1900 gestrandet, als Wrack in die USA verkauft / zum Kombischiff umgebaut: Enterprise, 1926 nach Maschinenschaden aufgelegt / erst 1937 in Japan abgebrochen |
| Ehrenfels (3) | Wigham Richardson BauNr. 405 | 4576 6650   | 24.07.1903 16.09.1903 | 4 ähnliche in Deutschland gebaute Schiffe, 1914 in Hamburg, Kohle- und Erztransporte, April 1919 ausgeliefert, 1920 an Belgien, 1921 in Ostende umbenannt, 21. Januar 1943 nach Minentreffer und Explosion der Munitionsladung vor Schottland verloren |
| Ehrenfels (4) | AG Weser BauNr. 199          | 5911 8920   | 26.06.1914 24.07.1914 | ex Neumark Hapag, 1919 ausgeliefert: Baron Cawdor, März 1926 Ankauf : Ehrenfels, Januar 1933 Verkauf an Schuchmann: Westsee, 30. November 1942 Minentreffer vor Petsamo, nicht geborgen |
| Ehrenfels (5) | AG Weser BauNr. 906          | 7752 10.414 | 23.12.1935 23.02.1936 | Typschiff einer Serie (8 Schwesterschiffe), 9. März 1943 in Murmugoa selbstversenkt (9 Tote, 4 Verletzte) |
| Ehrenfels (6) | AG Weser BauNr. 1268         | 5560 10.312 | 25.11.1952 14.02.1953 | Typschiff einer Serie (4 Schwesterschiffe), 1973 Verkauf: Epimonos, 1979 nach Brand abgebrochen |
| Ehrenfels (7) | Kröger-Werft BauNr. 1378     | 3595 5290   | 12.08.1973 5.11.1973  | ex Ipswich Pioneer II, 24. November 1976 gechartert, November 1977 wieder abgegeben: Nahost Pioneer, Aquila, Sea Road, Vomero, Luigi Cozza, 2004 abgebrochen |